# Nicobule
Nicobule (Νικοβούλη; V sec. a.C. – IV sec. a.C.) è stata una storica greca antica.

## Biografia
Non si conoscono dettagli biografici sul suo conto: dal nome greco si è ipotizzata la sua nazionalità, mentre dai due frammenti riportati da Ateneo di Naucrati sotto il suo nome si potrebbe ricavare una sua diretta partecipazione alla spedizione di Alessandro in Asia, forse con il ruolo di etera, vista la conoscenza di dettagli precisi sulla vita privata del re macedone, soprattutto in relazione ai simposi.

## Opera
Fu autrice di un'opera su Alessandro Magno, già di dubbia autenticità secondo Ateneo. Probabilmente l'opera di Nicobule, nata come diario personale, fu in seguito utilizzata come fonte di informazioni sugli aspetti della vita privata del re macedone e da sfruttare in funzione antimacedone, in concomitanza con quella di Efippo